# Valea Stânei (Suceava)

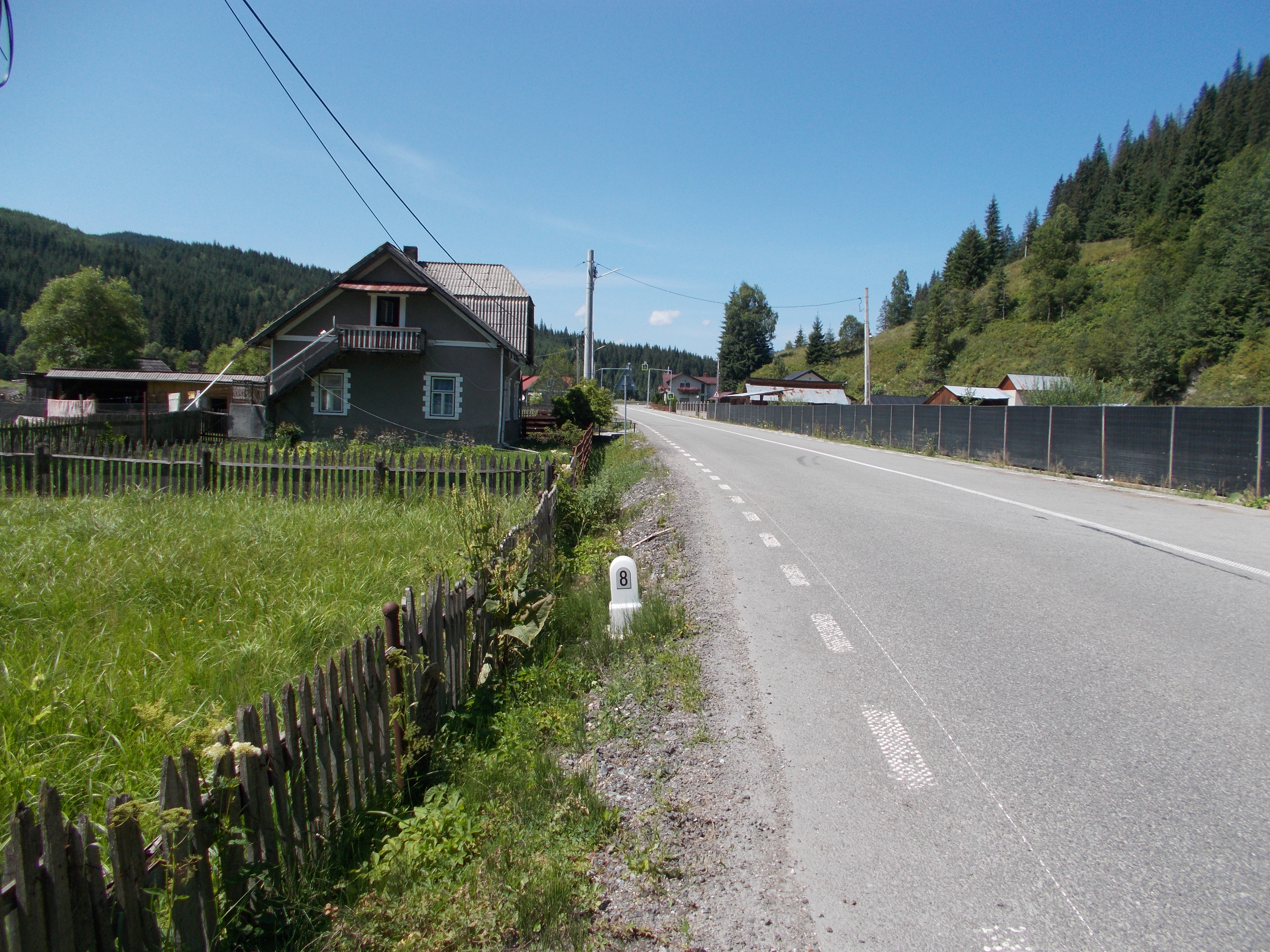
Valea Stânei

Valea Stânei (Ausspracheⓘ, deutsch Hüttenthal bei Mariensee) ist ein Dorf im Norden Rumäniens in der Gemeinde Cârlibaba, Kreis Suceava. Es liegt in der historischen Region Bukowina.

## Geographische Lage
Valea Stânei befindet sich in den östlichen Karpaten. Die Siedlung liegt etwa 6 Kilometer von Botești entfernt. 

## Geschichte
Die Siedlung entstand vermutlich als Weiler oder kleiner Bergbauernort, der von Viehhirten (rumänisch: „stâna“ bedeutet Almhütte) genutzt wurde. 

## Bevölkerung und Wirtschaft
Laut offiziellen Statistiken zählte die Ortschaft im Jahr 2011 rund 101 Einwohner, im Jahr 2021 waren es 104. Die Bevölkerung besteht überwiegend aus Rumänen, die in der Landwirtschaft und im Tourismus tätig sind.